# 金信龍
金 信龍（キム・シニョン、韓国語:김신용、1945年 - ）は韓国の詩人。釜山出身。

## 略歴
1987年ソウルの大学路で日雇いの労働者時代に詩人になった。1988年、季刊「現代詩思想」の創刊号に詩 6篇を掲載した。その年、初の詩集である「捨てられた人々」が出版された。
韓国詩文学史において、1980年代は労働詩が登場した時代といえる。彼は詩を通して怒りと葛藤を乗り越え、貧しく弱い人々を包み込んだと言える。最近は自然の生命力を詠いながら詩作に専念している。

## 受賞歴
- 2005年、第7回 千祥炳詩賞
- 2006年、第21回 素月詩文学賞
- 2006年、第6回 露雀文学賞

## 主な作品
시집
- 1988年、『버려진 사람들』(捨てられた人々)[2]
- 1990年、『개 같은 날들의 기록』(犬のような日々の記録)
- 1998年、『몽유 속을 걷다』(夢遊の中を歩く)
- 2005年、 『환상통』(幻想痛)
- 2007年、『도장골 시편』(刀匠邑詩篇)

小説集
- 1994年、 『고백1,2』(告白１、２)
- 1997年、 『기계 앵무새』(機械オウム)
- 2003年、『달은 어디에 있나1,2』(月はどこにあるか)